# Hubrecht Instituut
Het Hubrecht Instituut (ook wel Nederlands Instituut voor Ontwikkelingsbiologie (NIOB)) is een onderzoeksinstituut van de Koninklijke Nederlandse Akademie van Wetenschappen (KNAW) dat onderzoek doet op het gebied van de ontwikkelingsbiologie in het algemeen en stamcellen in het bijzonder. Het instituut is gevestigd in Utrecht op het Utrecht Science Park (voorheen De Uithof). Het instituut is genoemd naar professor Ambrosius Hubrecht (1853-1915).
Het instituut is opgericht in 1916 en vierde op 18 mei 2016 het 100-jarig bestaan, onder meer met een bezoek door Koning Willem-Alexander aan het instituut.